# Kawasaki T-4

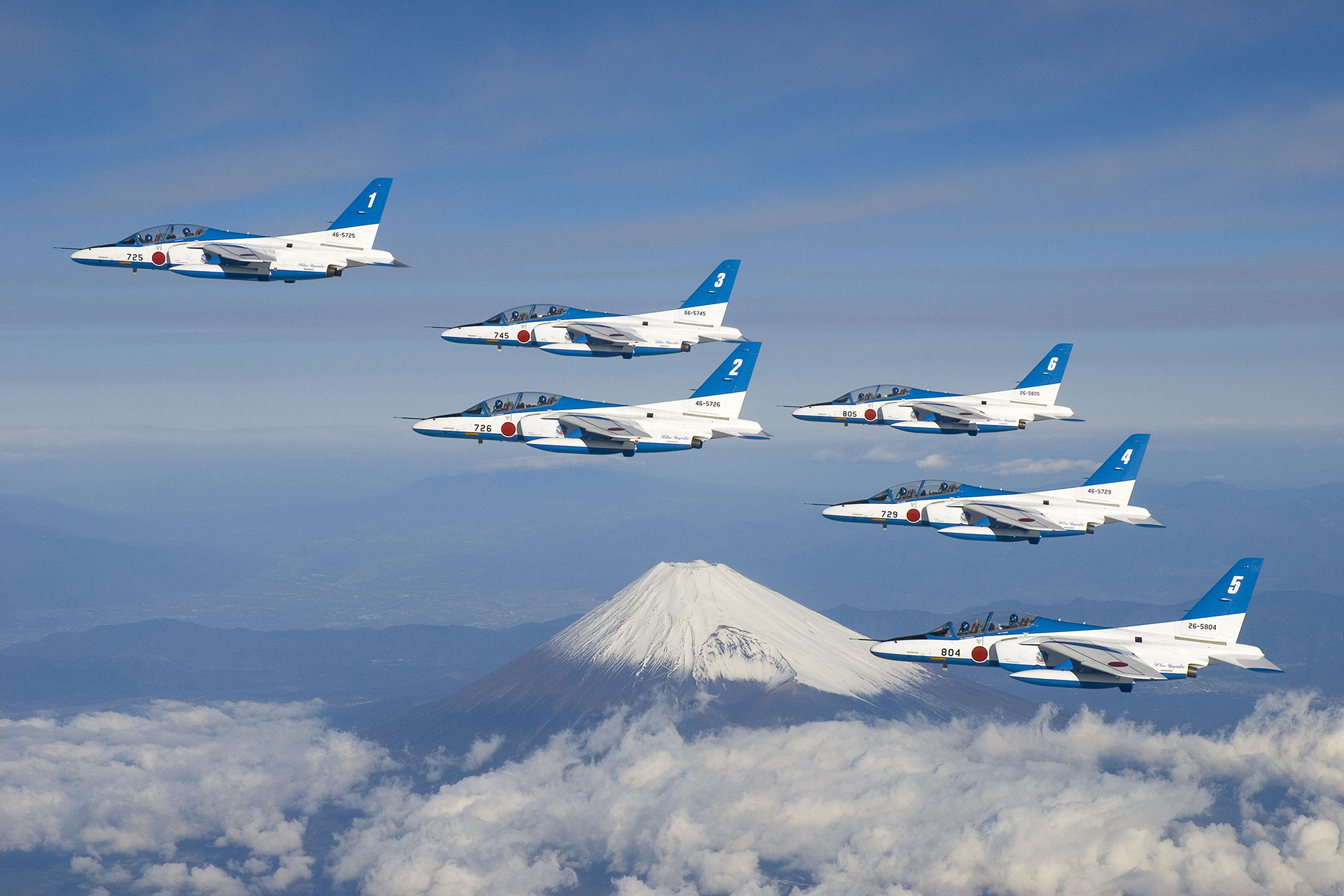
Blue Impulse

O Kawasaki T-4 é um jacto subsónico intermédiario treinador. Aeronave utilizada pela Japan Air Self Defense Force (JASDF). Actualmente, é utilizado pela equipe acrobática da JASDF Blue Impulse . O primeiro protótipo voou em 29 de julho de 1985.